# بيرس فولتون
بيرس فولتون (بالإنجليزية: Pierce Fulton)‏ (ولد في 6 يونيو 1992) هو دي جي أمريكي، موسيقي، وعازف متعدد، ومنتج تسجيلات. في عام 2014 دخلت أغنيته "runaway" لتصنيف بيلبورد.

## روابط خارجية
- بيرس فولتون على موقع IMDb (الإنجليزية)
- بيرس فولتون على موقع ميوزك برينز (الإنجليزية)
- بيرس فولتون على موقع أول ميوزيك (الإنجليزية)
- بيرس فولتون على موقع ديسكوغز (الإنجليزية)